# James Francis Stafford
James Francis Stafford (sinh 1932) là một Hồng y người Hoa Kỳ của Giáo hội Công giáo Rôma. Ông hiện đảm nhận vai trò Hồng y Đẳng Linh mục Nhà thờ S. Pietro in Montorio. Ông từng giữ vai trò Chánh án Tòa Ân giải Tối cao trong 6 năm, từ năm 2003 đến năm 2009.
Vốn xuất thân từ vai trò là một giáo sĩ trong vai trò lãnh đạo giáo hội địa phương, ông từng đảm trách nhiều vai trò khác nhau trước khi tiến đến trở thành Chánh án Tòa Ân giải Tối cao, như: giám mục phụ tá Tổng giáo phận Baltimore (1976–1982), giám mục chính tòa Giáo phận Memphis (1982–1986), Tổng giám mục đô thành Tổng giáo phận Denver (1986–1996), Chủ tịch Hội đồng Giáo hoàng về Người Ngoài Công giáo (1996–2003). Ông được vinh thăng Hồng y ngày 21 tháng 2 năm 1998, bởi Giáo hoàng Gioan Phaolô II.

## Tiểu sử
Hồng y James Francis Stafford sinh ngày 26 tháng 7 năm 1932 tại Baltimore, Hoa Kỳ. Sau quá trình tu học dài hạn tại các cơ sở chủng viện theo quy định của Giáo luật, ngày 15 tháng 12 năm 1957, Phó tế Stafford, 25 tuổi, tiến đến việc được truyền chức linh mục. Cử hành nghi thức truyền chức cho tân linh mục là giám mục Martin John O’Connor, giám mục phụ tá Tổng giáo phận Scranton, Pennsylvania. Tân linh mục là thành viên linh mục đoàn Tổng giáo phận Baltimore, Maryland.
Sau gần 20 năm thi hành các công việc mục vụ với thẩm quyền và cương vị của một linh mục, ngày 11 tháng 11 năm 1976, Tòa Thánh loan tin Giáo hoàng đã quyết định tuyển chọn linh mục James Francis Stafford, 44 tuổi, gia nhập Giám mục đoàn Công giáo Hoàn vũ, với vị trí được bổ nhiệm là giám mục phụ tá Tổng giáo phận Baltimore, danh nghĩa Giám mục Hiệu tòa Respecta. Lễ tấn phong cho vị giám mục tân cử được tổ chức sau đó vào ngày 29 tháng 2 cùng năm, với phần nghi thức chính yếu được cử hành cách trọng thể bởi 3 giáo sĩ cấp cao, gồm chủ phong là Tổng giám mục William Donald Borders, Tổng giám mục đô thành Tổng giáo phận Baltimore; hai vị giáo sĩ còn lại, với vai trò phụ phong, gồm có Hồng y Lawrence Joseph Shehan, Nguyên Tổng giám mục đô thành Tổng giáo phận Baltimore và Giám mục Thomas Austin Murphy, giám mục phụ tá Tổng giáo phận Baltimore. Tân giám mục chọn cho mình khẩu hiệu: IN PRINCIPIUM ERAT VERBUM.
Sau hơn 5 năm đảm nhận vị trí giám mục phụ tá, Tòa Thánh quyết định thuyên chuyển Giám mục Stafford đến nhiệm sở mới là Giáo phận Memphis, đảm nhận cương vị mới, giám mục chính tòa. Thông báo về việc bổ nhiệm được Tòa Thánh cho công bố cách rộng rãi vào ngày 17 tháng 11 năm 1982.
Chỉ sau khoảng thời gian 4 năm đảm nhiệm vai trò giám mục chính tòa, Giám mục Stafford được Tòa Thánh thăng Tổng giám mục, qua việc bổ nhiệm giám mục này làm Tổng giám mục đô thành Tổng giáo phận Denver. Thông báo về việc bổ nhiệm này được công bố cách rộng rãi vào ngày 3 tháng 6 năm 1986. Tân Tổng giám mục đã đến cử hành các nghi thức nhận giáo phận sau đó vào ngày 30 tháng 7 cùng năm.
Sau hơn 10 năm làm Tổng giám mục đô thành Denver, Tòa Thánh quyết định bổ nhiệm Tổng giám mục Stafford về làm việc tại Giáo triều Rôma, cụ thể với vai trò Chủ tịch Hội đồng Giáo hoàng về Người Ngoài Công giáo. Thông báo về việc bổ nhiệm này được công bố cách rộng rãi vào ngày 20 tháng 8 năm 1996.
Bằng việc tổ chức công nghị Hồng y năm 1998 được cử hành chính thức vào ngày 21 tháng 2, Giáo hoàng Gioan Phaolô II đưa ra quyết định vinh thăng Tổng giám mục James Francis Stafford tước vị danh dự của Giáo hội Công giáo, Hồng y. Tân Hồng y thuộc Đẳng Hồng y Phó tế và Nhà thờ Hiệu tòa được chỉ định là Nhà thờ Gesù Buon Pastore alla Montagnola. Tân Hồng y đã cử hành các nghi thức nhận nhà thờ hiệu tòa của mình vào ngày 2 tháng 5 cùng năm.
Ngày 4 tháng 3 năm 2003, ông được bổ nhiệm giữ chức Chánh án Tòa Ân giải Tối cao.
Ngày 1 tháng 3 năm 2008, ông được thăng Đẳng Hồng y Linh mục và được chỉ định nhà thờ hiệu tòa là San Pietro in Montorio. Ông cử hành nghi thức nhận nhà thờ hiệu tòa mới vào ngày 25 tháng 5 cùng năm.
Ngày 2 tháng 6 năm 2009, Tòa Thánh chấp thuận đơn hồi hưu của ông, vì lý do tuổi tác, theo Giáo luật.